# Fricativa sibilante alveolopalatal sonora
A fricativa sibilante alveolopalatal sonora é um tipo de som consonantal, usado em algumas línguas faladas. O símbolo no Alfabeto Fonético Internacional que representa este som é ⟨ʑ⟩ ("z", mais a curvatura também encontrada em sua contraparte surda ⟨ɕ⟩), e o símbolo X-SAMPA equivalente é z\. É o equivalente sibilante da fricativa palatal sonora.
A fricativa sibilante alvéolo-palatal sonora é a realização usual de /ʒ/  (como em vision) no inglês ganense.

## Características
- Seu local de articulação é alvéolo-palatal. Isso significa que:

1. Seu ponto de articulação é pós-alveolar, o que significa que a língua entra em contato com o céu da boca na área atrás da crista alveolar (a linha gengival).
2. A forma da língua é laminal, o que significa que é a lâmina da língua que entra em contato com o céu da boca.
3. É fortemente palatalizado, o que significa que o meio da língua está curvado e levantado em direção ao palato duro.

- Sua fonação é sonora, o que significa que as cordas vocais vibram durante a articulação.
- É uma consoante oral, o que significa que o ar só pode escapar pela boca.
- É uma consoante central, o que significa que é produzida direcionando o fluxo de ar ao longo do centro da língua, em vez de para os lados.
- O mecanismo da corrente de ar é pulmonar, o que significa que é articulado empurrando o ar apenas com os pulmões e o diafragma, como na maioria dos sons.
- Sua maneira de articulação é fricativa sibilante, o que significa que geralmente é produzida canalizando o fluxo de ar ao longo de uma ranhura na parte posterior da língua até o local de articulação, ponto em que é focado contra a borda afiada dos dentes quase cerrados, causando turbulência de alta frequência.

## Ocorrência
| Língua           | Língua                         | Palavra                | AFI          | Significado   | Notas |
| ---------------- | ------------------------------ | ---------------------- | ------------ | ------------- | --- |
| Abcaz            | Abcaz                          | ажьа                   | [aˈʑa]       | Lebre         | |
| Adigue           | Adigue                         | жьау                   | [ʑaːw]       | Sombra        | |
| Catalão          | Oriental                       | ajut                   | [əˈʑut̪]      | Ajuda         | |
| Catalão          | Balear                         | ajut                   | [əˈʑut̪]      | Ajuda         | |
| Chinês           | Dialeto jiangshan da língua wu | 十                     | [ʑyœʔ]       | Dez           | |
| Chinês           | Min nan, hokkien taiwanês      | 今仔日/kin-á-ji̍t       | [kɪn˧a˥ʑɪt˥] | Hoje          | |
| Inglês           | Ganês                          | vision                 | [ˈviʑin]     | Visão         | Falantes educados podem usar [ʒ], ao qual este fone corresponde em outros dialetos.                                                                        |
| Japonês          | Japonês                        | 火事/kaji              | [kaʑi]       | Fogo          | Encontrado com variação livre com [d͡ʑ] entre de vogais. |
| Cabardiano       | Cabardiano                     | жьэ                    | [ʑa]         | Boca          | |
| Coreano          | Coreano                        | 경주/gyeongju          | [kjʌ̹ŋd͡ʑu]    | Corrida       | |
| Sorábio inferior | Sorábio inferior               | źasety                 | [ʑäs̪ɛt̪ɨ]     | Décimo        | |
| Luxemburguês     | Luxemburguês                   | héijen                 | [ˈhɜ̝ɪ̯ʑən]    | Alto          | Alofone de /ʁ/ depois de vogais fonologicamente frontais; alguns falantes juntam com [ʒ]. Ocorre apenas em algumas palavras.                               |
| Pa Na            | Pa Na                          | [ʑu˧˥]                 | [ʑu˧˥]       | Pequeno       | |
| Pachto           | Dialeto wazirwola              | ميږ                    | [miʑ]        | Nós           | |
| Polonês          | Polonês                        | źrebię                 | [ˈʑrɛbjɛ]ⓘ   | Potro         | Também denotado pelo dígrafo ⟨zi⟩. |
| Português        | Português                      | magia                  | [maˈʑi.ɐ]    | Magia         | Também descrito como palato-alveolar [ʒ]. |
| Romeno           | Dialetos transilvanos          | geană                  | [ˈʑanə]      | Sobrancelha   | Realizado como [d͡ʒ] no romeno padrão. |
| Russo            | Padrão conservador de Moscou   | позже                  | [poʑːe]      | Depois        | Um tanto obsoleto em algumas palavras, muitos falantes realizam como um [ʐː] forte. Presente apenas em algumas palavras, normalmente escrito ⟨жж⟩ ou ⟨зж⟩. |
| Sema             | Sema                           | aji                    | [à̠ʑì]        | Sangue        | Possível alofone de /ʒ/ antes de /i, e/; pode ser realizado como [d͡ʑ] ~ [ʒ] ~ [d͡ʒ] no lugar.                                                               |
| Servo-Croata     | Croata                         | puž će                 | [pûːʑ t͡ɕe̞]   | O caracol vai | Alofone de /ʒ/ antes de /t͡ɕ, d͡ʑ/. |
| Servo-Croata     | Alguns falantes de Montenegro  | źenica                 | [ʑȇ̞nit̻͡s̪a̠]    | Aluno         | Fonemicamente /zj/ ou, eu alguns casos, /z/. |
| Espanhol         | Paraguaio                      | karro                  | [ˈkaʑo]      | Carro         | Realização dialetal /r/ e alofone de /ɾ/ depois de /t/. |
| Usbeque          | Usbeque                        | [ exemplo necessário ] |              |               | |
| Xumi             | Superior                       | [Hʑɜ]                  | [Hʑɜ]        | Vinho         | |
| Yi               | Yi                             | ꑳ/yi                  | [ʑi˧]        | Tabaco        | |